# Koninklijke Harmonie De Ware Vrienden
Koninklijke Harmonie "De Ware Vrienden" is een harmonieorkest uit Zolder in de Belgische provincie Limburg, dat opgericht werd in 1870.

## Geschiedenis
De fanfare "De Ware Vrienden" is ontstaan uit een zangvereniging in 1870. Hun stichter was Baron Jules de Villenfagne de Vogelsanck. Mannen vanaf 14 jaar werden toegelaten. Hun eerste vaandel kregen "De Ware Vrienden" in 1880. Dit vaandel wordt bewaard in het Heemkundig Museum Woutershof. Bij het uitbreken van de Eerste Wereldoorlog werden de instrumenten opgeborgen op de zolder van de meisjesschool. In 1920 kreeg de maatschappij de titel "Koninklijke".
Tussen 1939 en 1944 was er opnieuw een onderbreking. Na de oorlog had er in 1945 een eerste festival plaats ter gelegenheid van het 75-jarig bestaan en werd ook de tweede vlag ingewijd.
In 1970 werd het 100-jarig bestaan gevierd in de sporthal van Zolder. Toen ontstond ook, naast de fanfare en het trommelkorps, het majorettenkorps dat kampioen werd in 1981. Bij gelegenheid van de viering van het 100-jarig bestaan werd het derde vaandel in gebruik genomen. De viering van 110 jaar Fanfare De Ware Vrienden vond plaats in een feesttent langs het gemeentehuis. In april 1990 werd de "Koninklijke Fanfare De Ware Vrienden" omgedoopt tot "Koninklijke Harmonie De Ware Vrienden".
Vanaf januari 1997 volgt Katelijne Vancluysen de heer Willy Hauben op als voorzitster van de harmonie. Bij de viering van het 130-jarig bestaan in 2000 werd de vierde vlag feestelijk ingewijd door Pastoor Olav Vandebriel.  Als peter meter werden de heer Jos Broekmans en mevrouw Maria Ungvari aangesteld. Van 2004 tot 2014 was Jos Peeters voorzitter van de harmonie; in februari 2015 nam Veerle Vancluysen de functie van voorzitter over tot in 2022, waarna Miet Vandeberg interim-voorzitter is tot aan de bestuursverkiezingen van 2024.

## Voorzitters
| Naam                       | Periode      |
| -------------------------- | ------------ |
| Baron Jules de Villenfagne | 1870 - 1905  |
| Baron Leon de Villenfagne  | 1905 - 1930  |
| Baron Jean de Villenfagne  | 1930 - 1947  |
| Baron Henri de Villenfagne | 1947 - 1965  |
| Albert Hillen              | 1965 - 1981  |
| Willy Houben               | 1981 - 1997  |
| Katelijne Vancluysen       | 1997 - 2004  |
| Jos Peeters                | 2004 - 2014  |
| Veerle Vancluysen          | 2014 - 2022  |
| Miet Vandeberg             | 2022 - heden |

## Dirigenten
| Naam              | Vanaf |
| ----------------- | ----- |
| Frans Van Gompel  | 1872  |
| koster Daems      | ?     |
| Richard Clijsters | 1890  |
| Leopold Eerdekens | 1905  |
| Henri Pickaer     | 1907  |
| Gustaaf Beliën    | ?     |
| Jozef Bijnens     | ?     |
| de heer Moors     | 1924  |
| Leopold Eerdekens | 1930  |
| Henri Willems     | 1947  |
| Leon Vanheel      | 1963  |
| Chris Mesens      | 1994  |
| Ronny Ramaekers   | 2010  |
| Gilles De Meester | 2021  |
| Kristof Aerts     | 2024  |

## Trivia
Harmonie De Ware Vrienden vervult de hoofdrol in het boek 'In Harmonie', geschreven door auteur Bart Demyttenaere, ter gelegenheid van het 150-jarig bestaan van de vereniging.